# Olympische Jugend-Sommerspiele 2018/Teilnehmer (Mali)
| Gelbes Symbol für Goldmedaillen mit stilisierten Olympischen Ringen | Graues Symbol für Silbermedaillen mit stilisierten Olympischen Ringen | Braundes Symbol für Bronzemedaillen mit stilisierten Olympischen Ringen |
| ------------------------------------------------------------------- | --------------------------------------------------------------------- | ----------------------------------------------------------------------- |
| —                                                                   | —                                                                     | —                                                                       |

Die Jugend-Olympiamannschaft aus Mali für die III. Olympischen Jugend-Sommerspiele vom 6. bis 18. Oktober 2018 in Buenos Aires (Argentinien) bestand aus drei Athleten.

## Athleten nach Sportarten

### Leichtathletik
Jungen
- Issa Sangare
100 m: 8. Platz

### Schwimmen
Jungen
- Ousmane Touré
50 m Schmetterling: 47. Platz
100 m Schmetterling: 45. Platz

### Taekwondo
Mädchen
- Fanta Traoré
Klasse bis 63 kg: 9. Platz